# 漳州府文庙
24°30′29″N 117°38′56″E / 24.50806°N 117.64889°E
漳州府文庙位于中国福建省漳州市芗城区，2001年被列为第五批全国重点文物保护单位。
漳州府文庙始建于南宋绍兴九年（1139年），明成化十八年（1482年）重建。现存仪门、大成门、两庑、丹墀、祭台、大成殿等建筑，整体建筑坐北朝南，占地面积2600平方米。大成殿面阔五间，进深六间，重檐歇山顶，具有闽南早期建筑特征。

## 图片

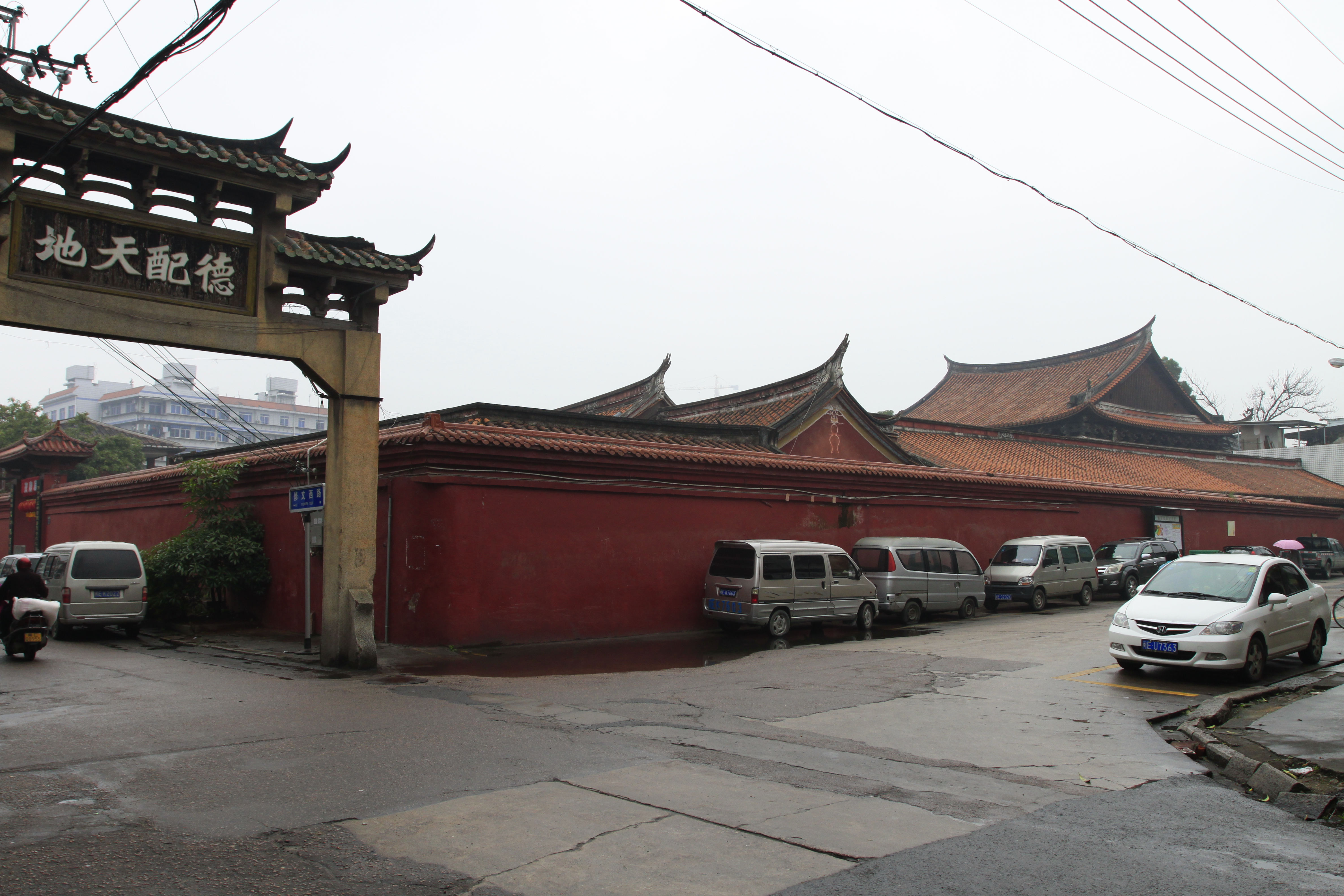
东侧面
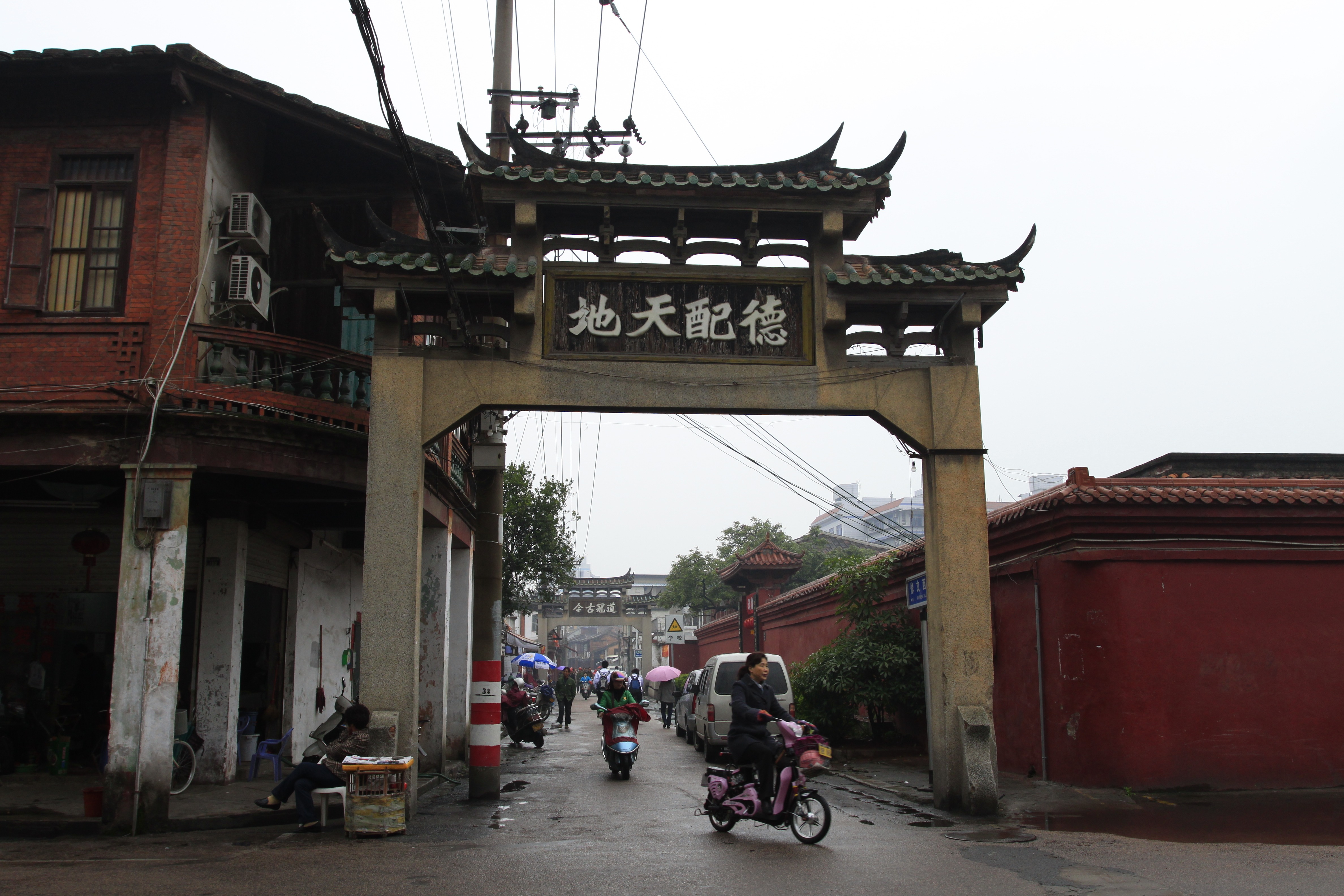
德配天地坊
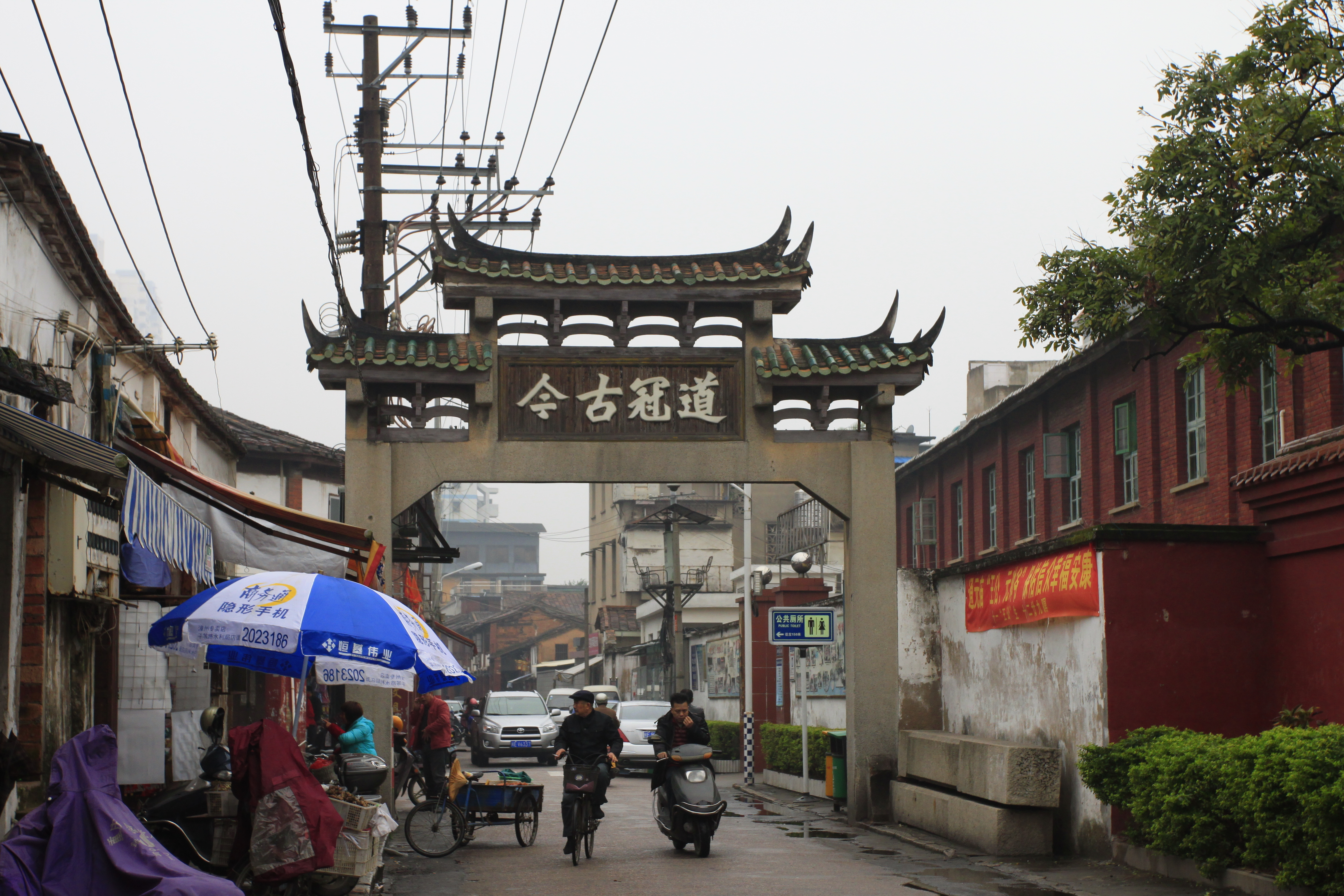
道冠古今坊
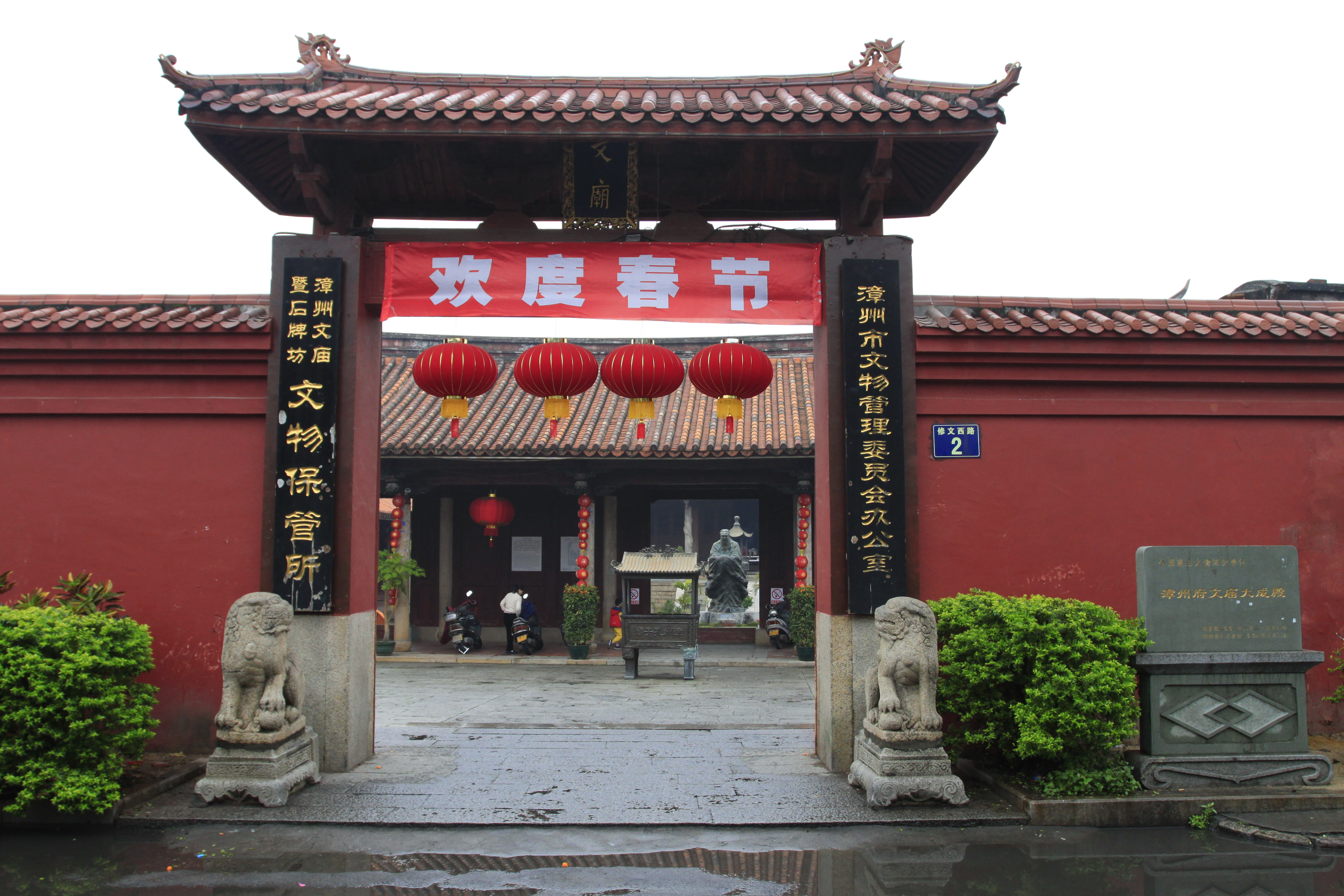
仪门
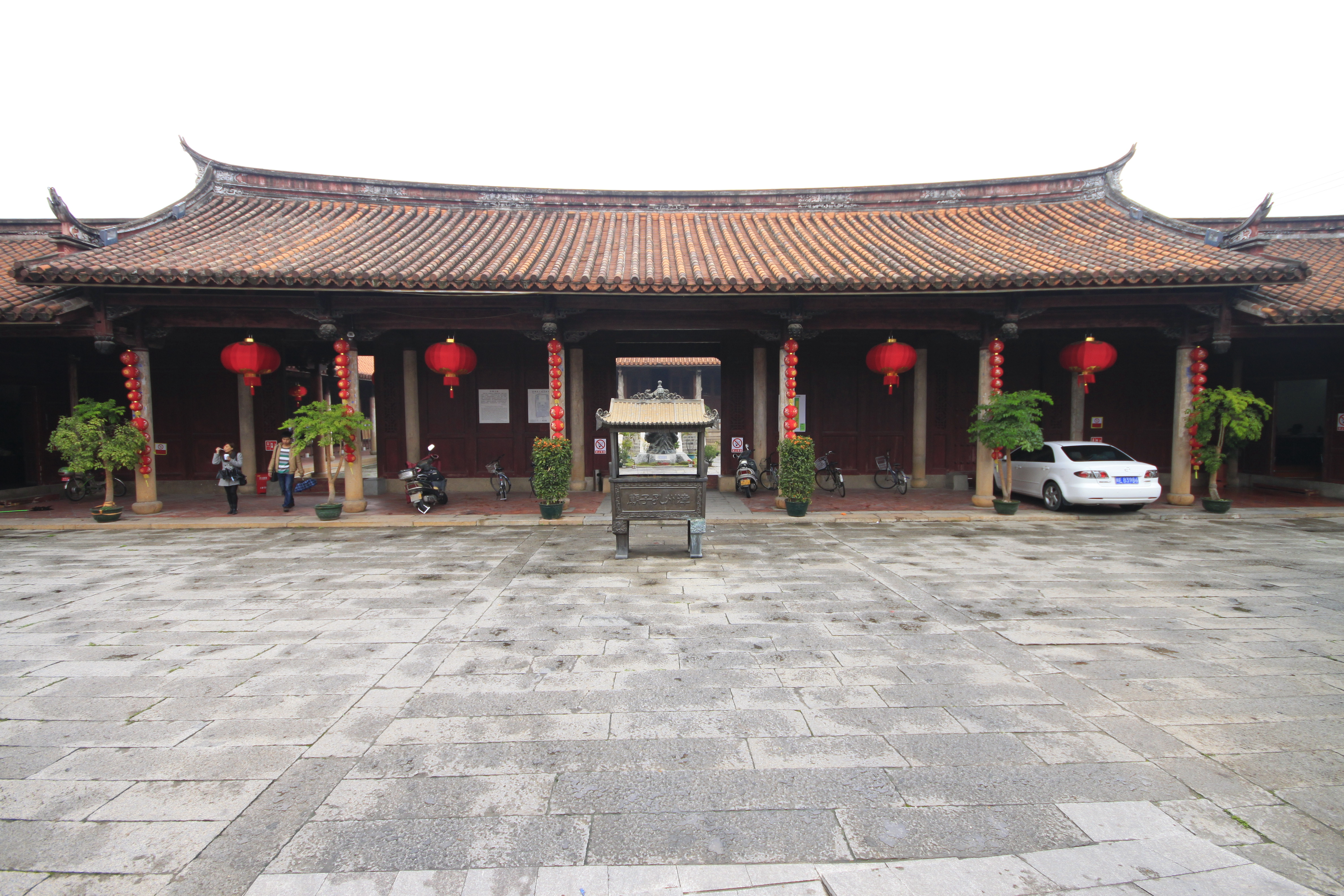
大成门
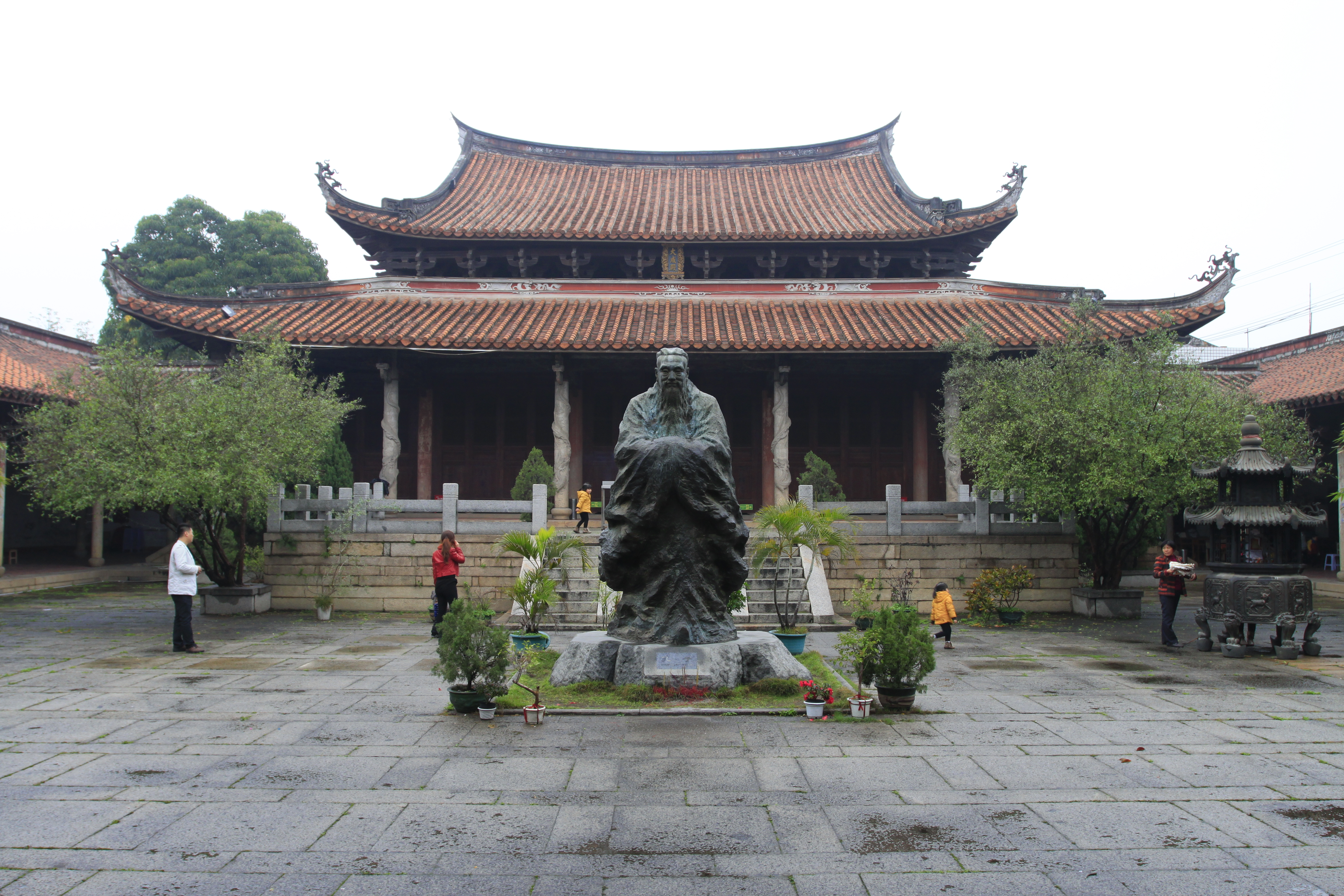
大成殿
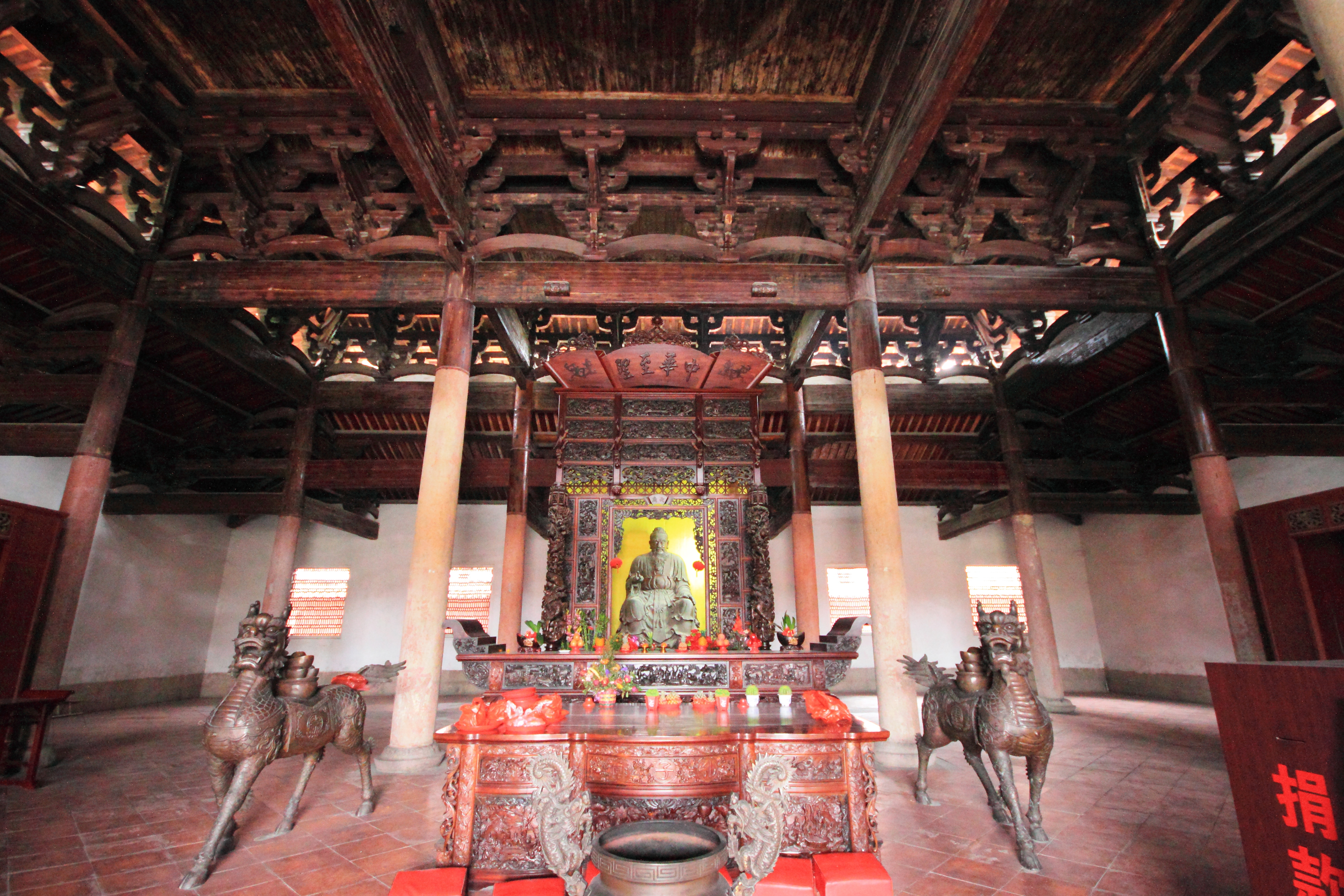
大成殿内部
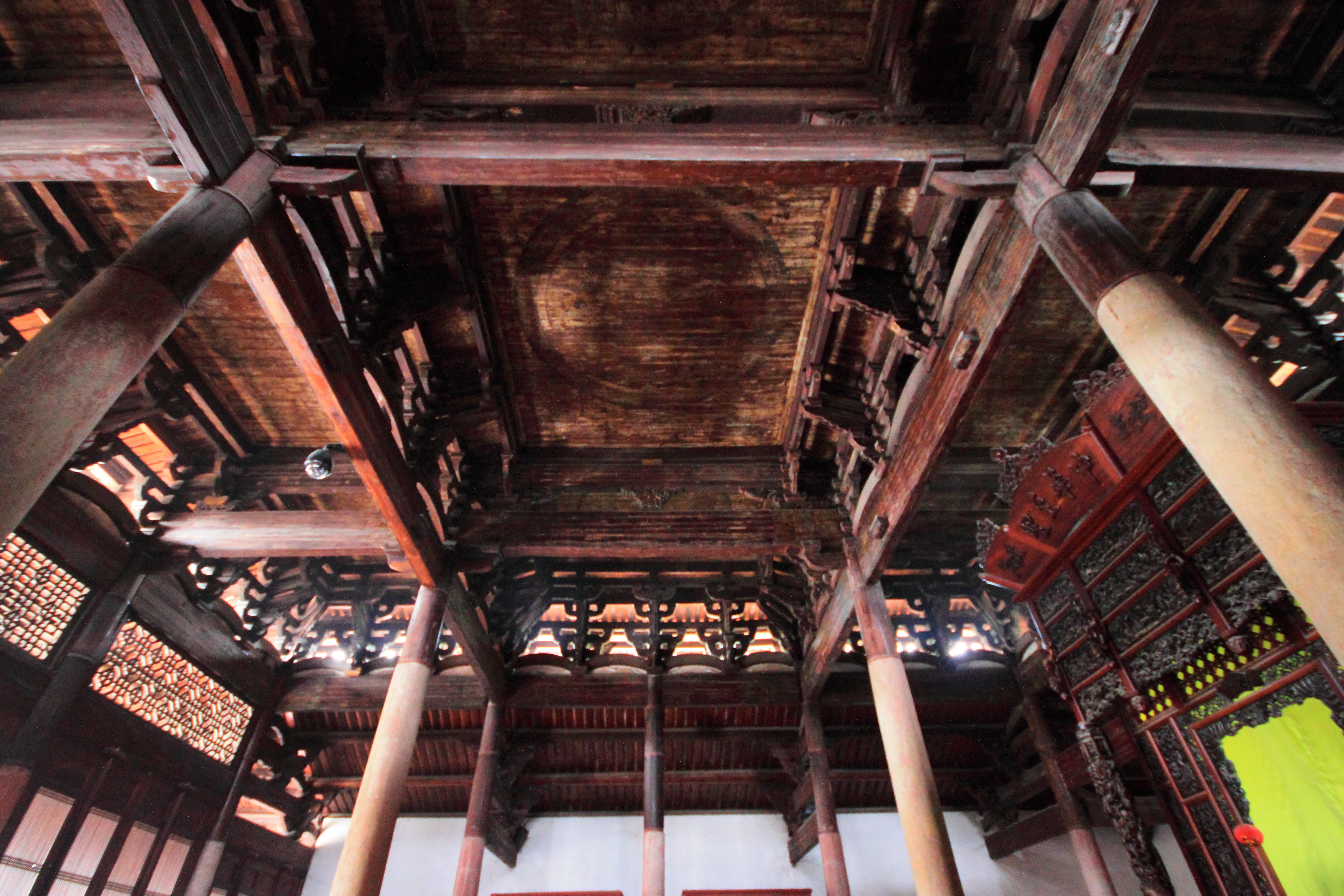
大成殿西侧梁架